# Vlag van de Britse Benedenwindse Eilanden

Vlag van de Britse Benedenwindse Eilanden
(1871–1958)

Vlag van de gouverneur van de Britse Benedenwindse Eilanden

De vlag van de Britse Benedenwindse Eilanden was de vlag van de Federale Kolonie van de Benedenwindse Eilanden. Het was een blauw vaandel met een insigne. De koloniën onder de Federale Kolonie hadden vanaf 1909 hun eigen insignes. De gouverneur-in-chief van de Benedenwindse Eilanden gebruikte een Union Flag geplaatst met het wapen in het middelste.
Anguilla · Britse Benedenwindse Eilanden · Britse Bovenwindse Eilanden · Californië · Geconfedereerde Staten van Amerika · Los Altos · Miskitokust · Nederlandse Antillen · Republiek van de Rio Grande · Saint Christopher, Nevis en Anguilla · Sonora · Texas · Verenigde Staten van Centraal-Amerika · Vermont · Republiek West-Florida · West-Indische Federatie · Republiek Yucatán